# Nicholas Jarecki
Nicholas Jarecki (New York City, 25 giugno 1979) è un regista, sceneggiatore e produttore cinematografico statunitense. Specializzato in documentari, è figlio del produttore Henry Jarecki, e fratellastro dei registi Andrew ed Eugene Jarecki.

## Filmografia

### Regista
- The Outsider (2005)
- The Weight - cortometraggio (2009)
- La frode (Arbitrage; 2012)
- Confini e dipendenze (Crisis; 2021)

### Sceneggiatore
- The Informers - Vite oltre il limite (The Informers), regia di Gregor Jordan (2008)
- The Weight, regia di Nicholas Jarecki - cortometraggio (2009)
- La frode (Arbitrage, regia di Nicholas Jarecki (2012)
- Confini e dipendenze (Crisis), regia di Nicholas Jarecki (2021)

### Produttore
- The Outsider, regia di Nicholas Jarecki (2005)
- Tyson, regia di James Toback (2008)
- The Informers - Vite oltre il limite (The Informers), regia di Gregor Jordan (2008)
- Confini e dipendenze (Crisis), regia di Nicholas Jarecki (2021)